# Francis T. Nicholls
Pour les articles homonymes, voir Nicholls.
Francis T. Nicholls, né le 20 août 1834 et mort le 4 janvier 1912, gouverneur de la Louisiane du 8 janvier 1877 au 14 janvier 1880 et de nouveau du 20 mai 1888 au 10 mai 1892, membre du Parti démocrate. 

## Biographie

### Carrière politique
Bien que déclaré perdant par le Sénat de Louisiane en 1877, Francis Nicholls forma son gouvernement et parvint à se faire reconnaître comme gouverneur légitime par le gouvernement fédéral. 

## Hommage
L’université d'État Nicholls porte son nom.